# Manuel Álvarez de Toledo
Manuel Álvarez de Toledo y Lesparre (1805-1886) fue un militar y noble español, duque de Pastrana y Francavilla.

## Biografía
Nació en Guadalajara el 28 de octubre de 1805. Ostentó los títulos de duque de Pastrana, duque de Francavilla, marqués del Cenete y conde de Villada, entre otros. Dedicado a la carrera de las armas, sirvió en el cuerpo de Guardias de Corps. Contrajo matrimonio con la condesa de Cuba. Falleció a los ochenta años de edad el 26 de enero de 1886, en la ciudad francesa de Pau.
Sus restos se encuentran en la cripta de los Mendoza de la Colegiata de Pastrana.